# Edu Bala
Carlos Eduardo da Silva, conocido deportivamente como Edu Bala, (São Paulo, 25 de octubre de 1948) es un exfutbolista brasileño, que jugaba de delantero y que militó mayoritariamente, en diversos clubes de Brasil y en uno de Chile (único país donde jugó en el extranjero) y fue internacional con la selección de Brasil, donde jugó 6 partidos en 1976, sin poder anotar un gol por su selección.

## Clubes
| Club                   | País   | Año       |
| ---------------------- | ------ | --------- |
| Portuguesa             | Brasil | 1967-1969 |
| Palmeiras              | Brasil | 1969-1977 |
| Sao Paulo              | Brasil | 1977-1980 |
| Sport Recife           | Brasil | 1980      |
| Universidad Católica   | Chile  | 1981-1982 |
| Nacional               | Brasil | 1983      |
| Santa Cruz             | Brasil | 1983      |
| Caldense               | Brasil | 1984      |
| Desportiva Ferroviária | Brasil | 1984-1986 |
| Uberaba                | Brasil | 1986      |
| Marcílio Dias          | Brasil | 1987      |
| Saltense               | Brasil | 1987-1988 |
| Sãocarlense            | Brasil | 1989      |